# Сан-Бенту-ду-Кортису
Сан-Бенту-ду-Кортису (порт.  São Bento do Cortiço) — фрегезия (район) в муниципалитете Эштремош округа Эвора в Португалии. Территория — 23,41 км². Население — 717 жителей. Плотность населения — 30,6 чел/км².